# 腕章
腕章（わんしょう、英: armband）は、腕に巻いたり付けたりする事で身に付ける記章。英語では、特に軍用の腕章、および準軍事組織や警察や政党などの使う腕章を、かつての甲冑において腕全体を守っていた腕当てにちなんで「brassard」と呼ぶ。入場許可証として使用されるものはアームパスと呼ぶ。

## 概要
腕に巻く腕章は大きく目立つため、遠くからでも判別しやすい。そのため公然とその者の所属、役割など示す場合によく使われる。例えば私服や工兵用の作業服など、通常は階級章をつけない服の上に所属する組織や階級を示す腕章を巻くことで警察官や軍人であることが示されることがある（東アジアの諸国に多い。欧米では警察バッジを首や胸ポケット、また腰のベルトから提げる）。憲兵や衛生兵、赤十字社関係者は、自らの地位を周知させるため所属する組織の腕章を巻く。またハーグ陸戦条約では、腕章で交戦資格のある団体に所属していることを示せば捕虜の待遇を受ける事ができる。
社会的な変動期には、特定の政治運動を支持していることや政党に属していることを示すためにも腕章は使われる。ヴァイマル共和政時代のドイツではナチスは街頭での示威活動の際に鉤十字の入った赤い腕章を身につけており、敵対するドイツ共産党やドイツ社会民主党も同様に腕章を使用していた。またユダヤ人迫害の際には、差別されるべき存在の目印としてダビデの星を縫い付けた腕章をつけさせた。中華人民共和国の文化大革命で猛威を振るった紅衛兵はみな漢字の標語が入った赤い腕章を身につけていた。
現在の日本でも日本共産党では街頭宣伝の際、取材担当者は「日本共産党」「PRESS　しんぶん赤旗」など党名・紙名入り腕章をつける（報道腕章などをつけずにカメラを持ったりメモを取ったりしている人間は公安警察か公安調査庁関係者の可能性がある）。
事件・事故・災害などの際、報道関係者は一般人との識別のため「PRESS」「報道」「取材」等の腕章をつけている（腕に嵌めるのは記者だけで、カメラマンは通した紐で首から吊っている）。
黒い腕章は、葬儀や集会、スポーツ競技の場などで、死んで間もない関係者に対する弔意を示すために使われる（たとえばサッカー選手が、チームメイトやチーム関係者の死後の試合に黒い腕章を巻いて出場するなど）。いずれにせよ、腕章は特定の集団、立場にあることを周囲に周知させるためという特徴がある。なお、サッカーにおける「キャプテンマーク」腕章は走り回っているうちに抜け落ちたりしては問題なので布の帯ではなく、伸縮性のあるジャージ状バンドである。
日本では“緑の地に白い2本線”の交通警察部門または交通指導員・交通警備の腕章がよく知られている。由来は路面電車の軌道であるという（緑色は路面、白線は軌条）。
帯状で脱落防止紐や安全ピンの付いた形式が一般的である。しかし国や組織によっては肩章を通して吊り下げるために、中央部分が盛り上がりスロットを入れた山形になっている形式の物も存在している。

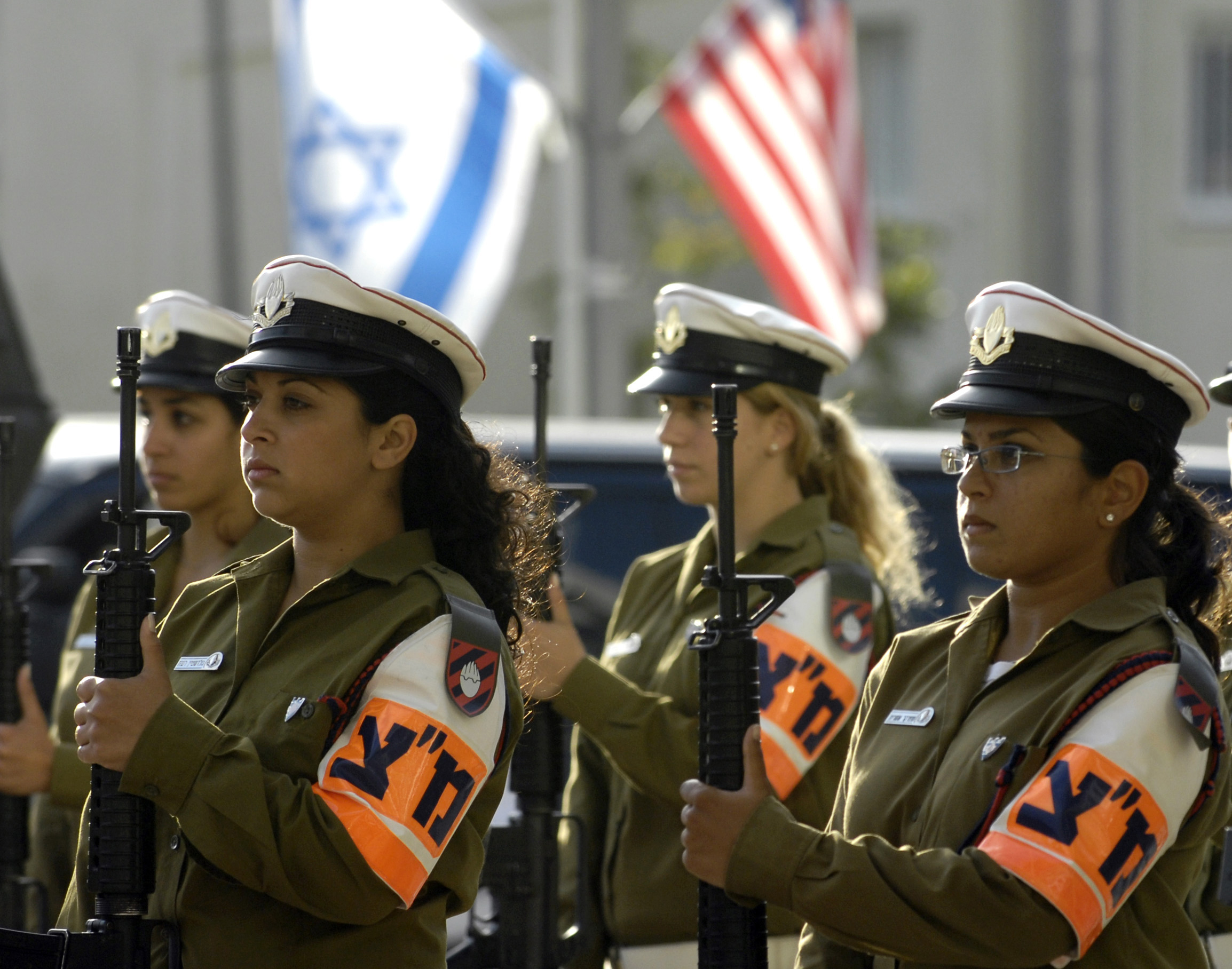
イスラエル国防軍の女性憲兵。肩章から吊るす形式のもの。
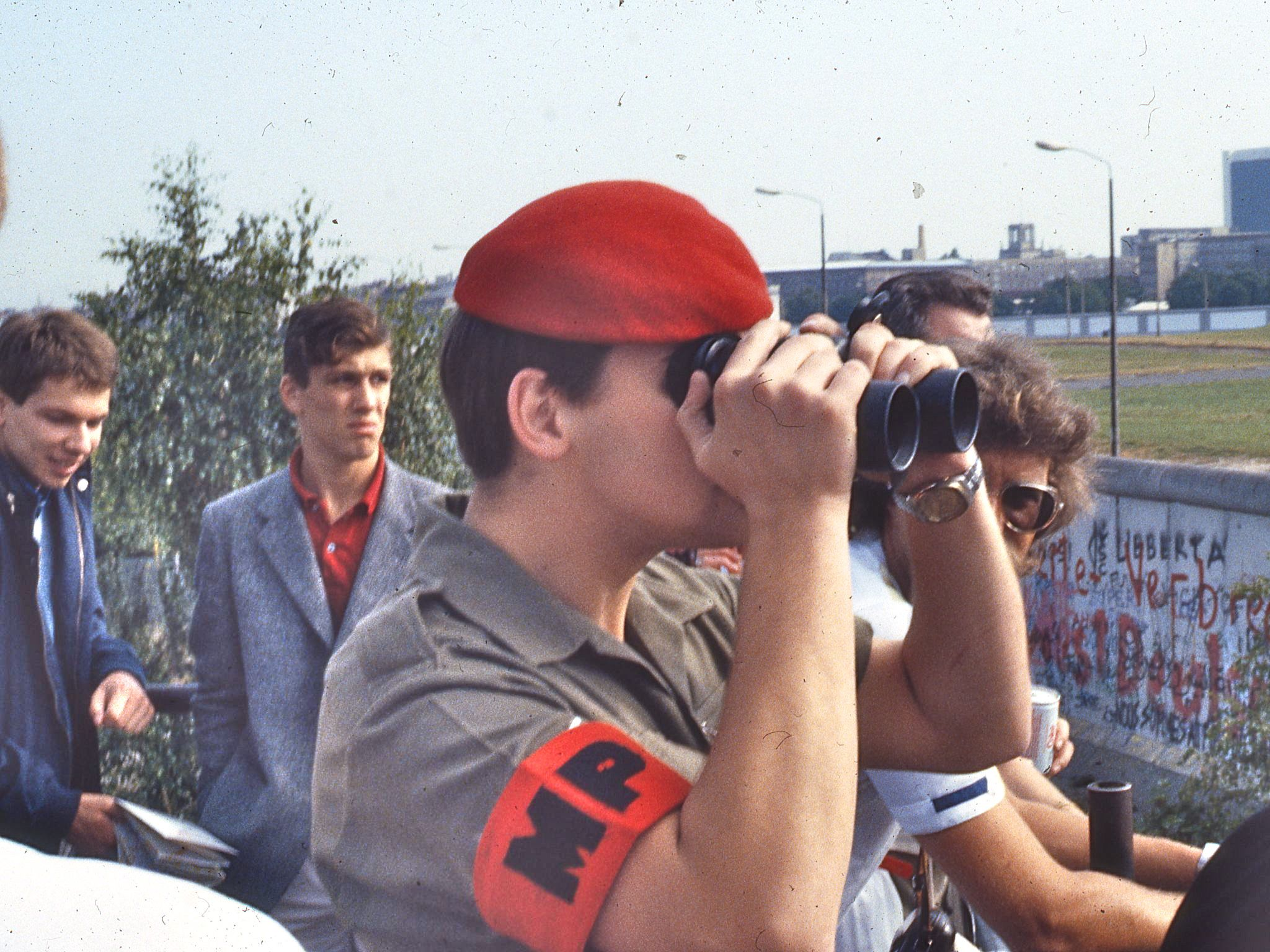
イギリス軍の憲兵。右腕に嵌めている。
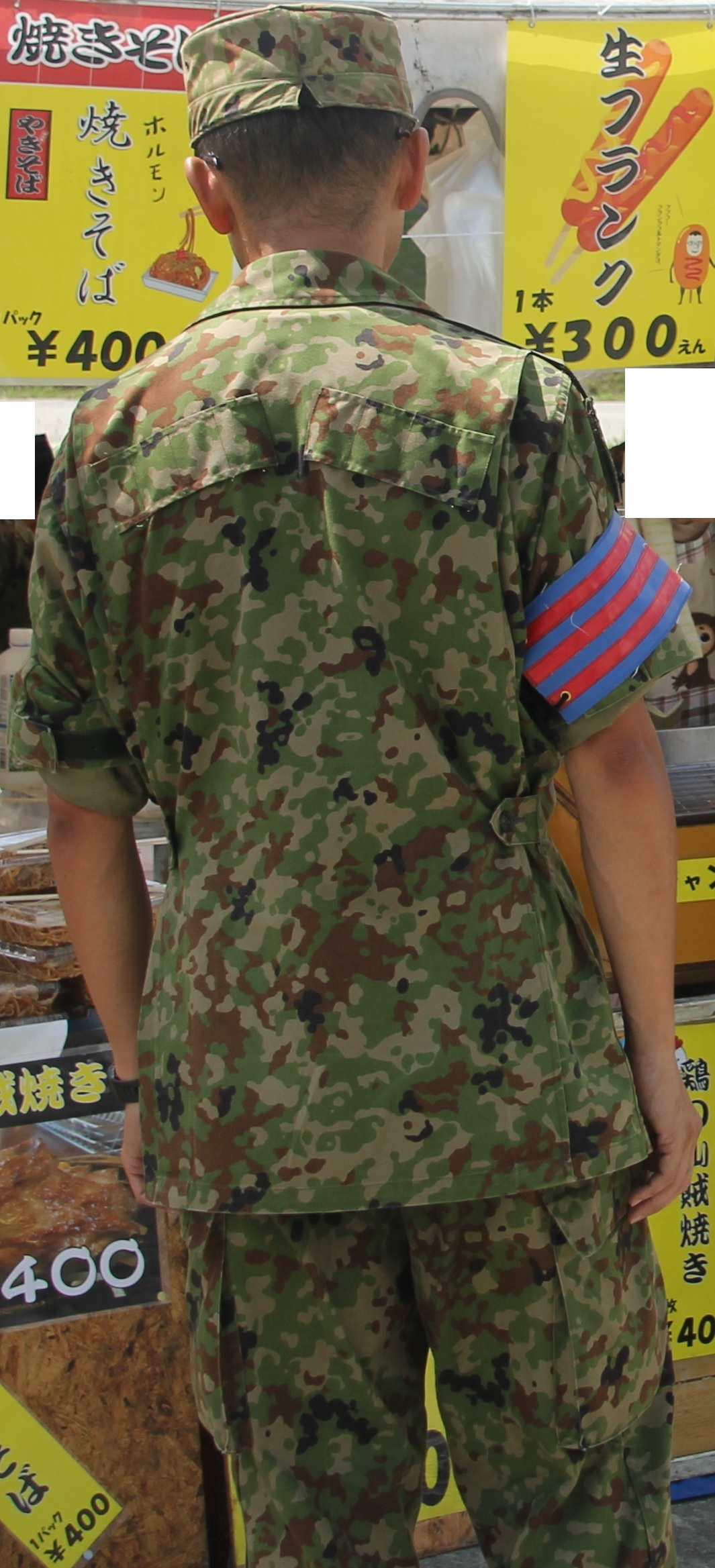
陸上自衛隊駐屯地当直副官（旧型式）。やはり右腕に嵌めている。
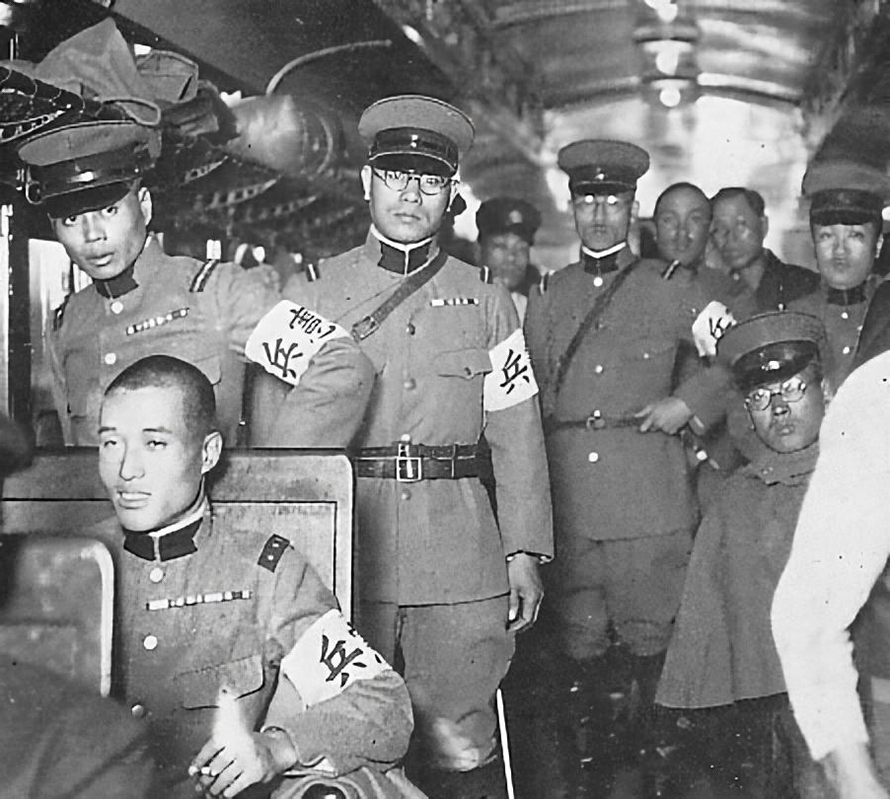
日本軍の憲兵。
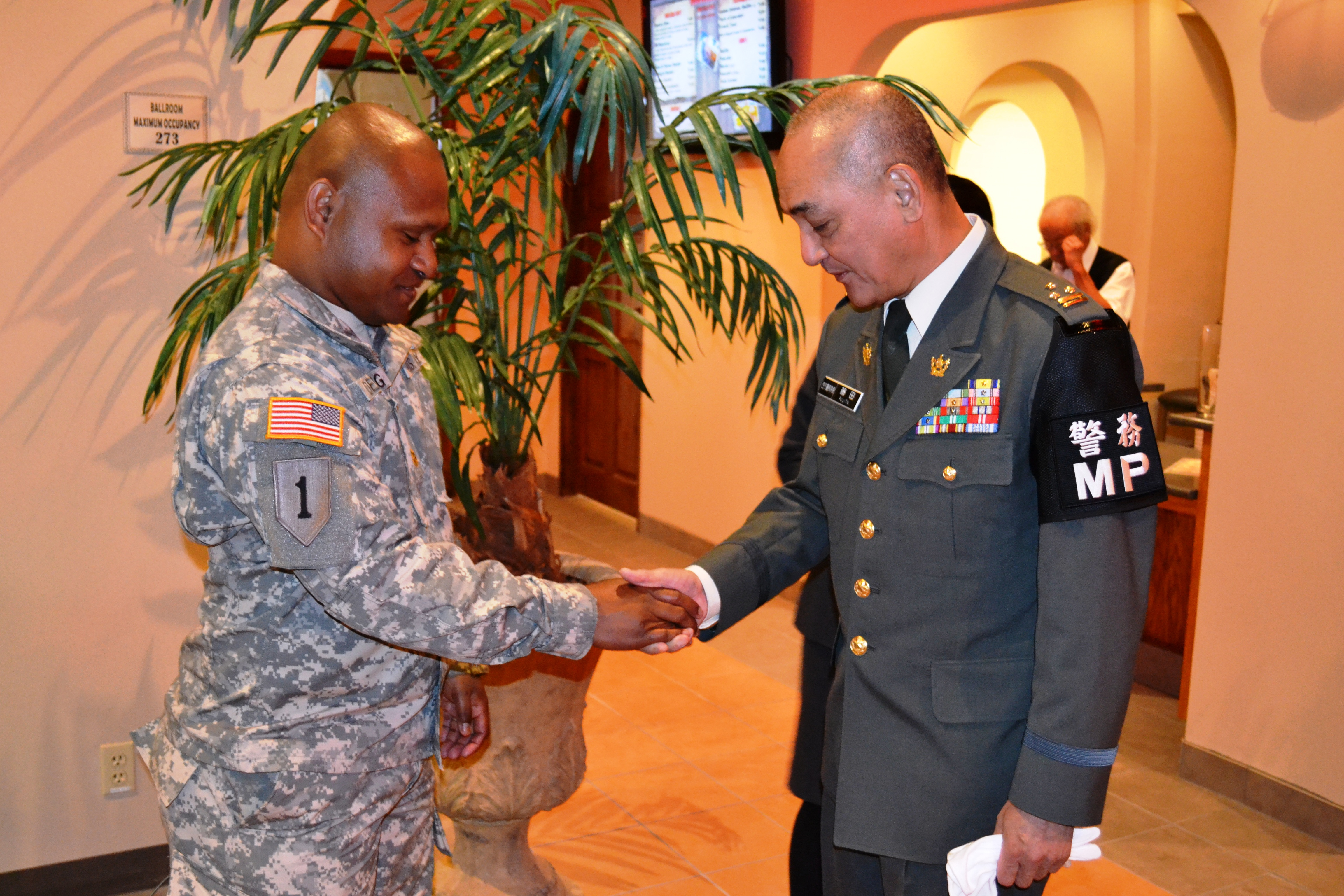
自衛隊の警務官（西部方面警務隊長・藤田恵一1佐）。左のアメリカ陸軍第247憲兵分遣隊司令ヘンソン・デルタング少佐は憲兵標章に相当する物を着けていない
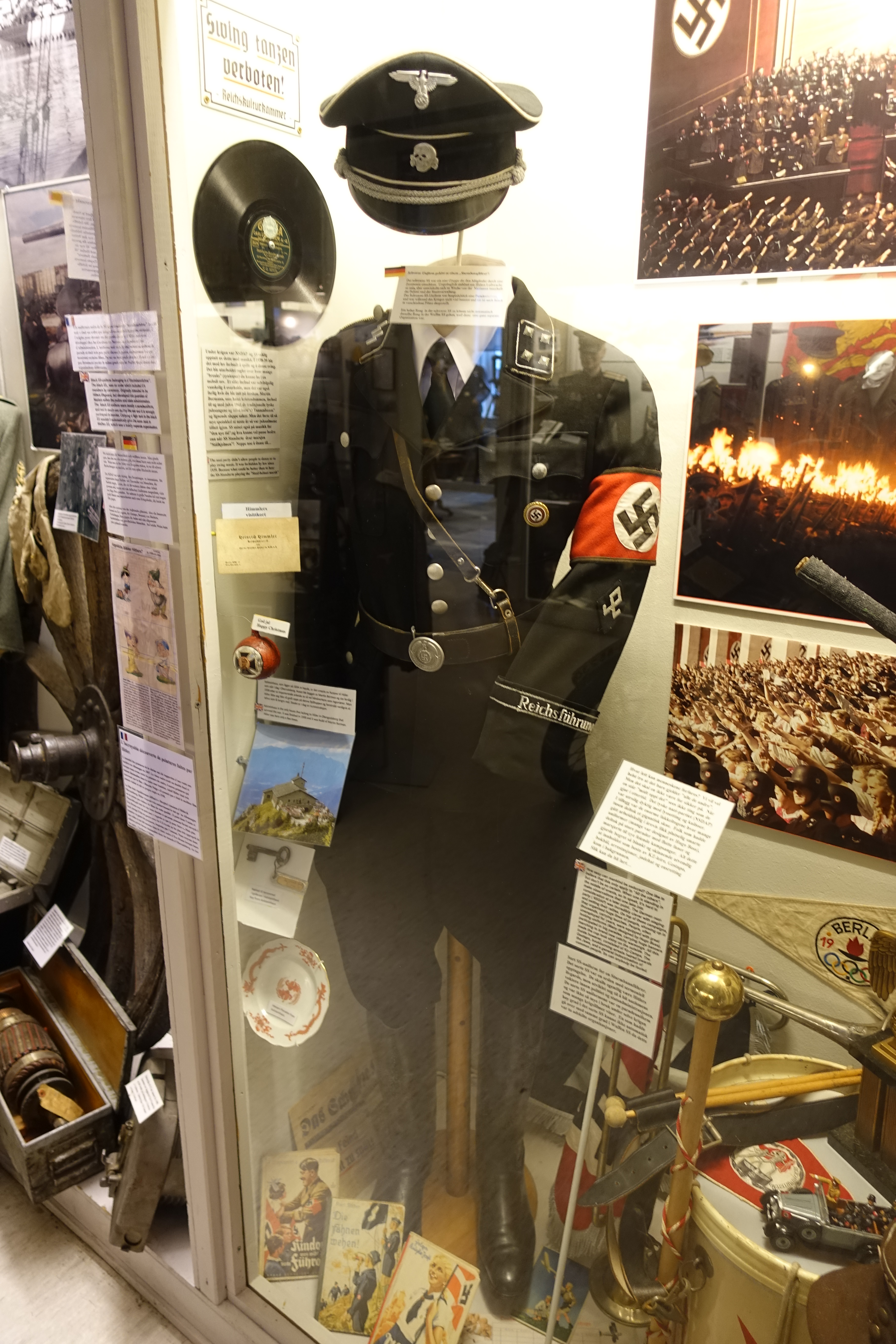
ナチス親衛隊の制服
紅衛兵の歓呼に答礼する毛沢東。